# NGC 6365
NGC 6365 (również ARP 30) – para galaktyk spiralnych znajdująca się w gwiazdozbiorze Smoka. Odkrył ją Lewis A. Swift 15 sierpnia 1884.
Nie wiadomo, czy galaktyki te znajdują się na tyle blisko siebie, by ze sobą grawitacyjnie oddziaływać, jednak nie widać w ich strukturze zaburzeń, które mogłyby być efektem takiego oddziaływania.
Galaktyka skierowana krawędzią dysku w naszą stronę klasyfikowana jest jako Sdm. W niektórych bazach danych to ona oznaczana jest jako NGC 6365. Jej alternatywne oznaczenia to NGC 6365B, PGC 60171, UGC 10833.
Galaktyka ustawiona płaszczyzną dysku w naszym kierunku klasyfikowana jest jako SBc, czyli spiralna z poprzeczką. Jest również oznaczana jako NGC 6365A, PGC 60174, UGC 10832. Należy do galaktyk Seyferta typu 1. Zaobserwowano w niej wybuch supernowych SN 2003U i SN 2016ino.